# سیدنی اسکلسکی
سیدنی اسکلسکی (انگلیسی: Sidney Skolsky; ۲ مهٔ ۱۹۰۵ – ۳ مهٔ ۱۹۸۳) نویسنده، بازیگر، فیلم‌نامه‌نویس، روزنامه‌نگار، مجری رادیو، چاپخانه‌دار، و تهیه‌کننده فیلم اهل ایالات متحده آمریکا بود.